# Vir (eiland)

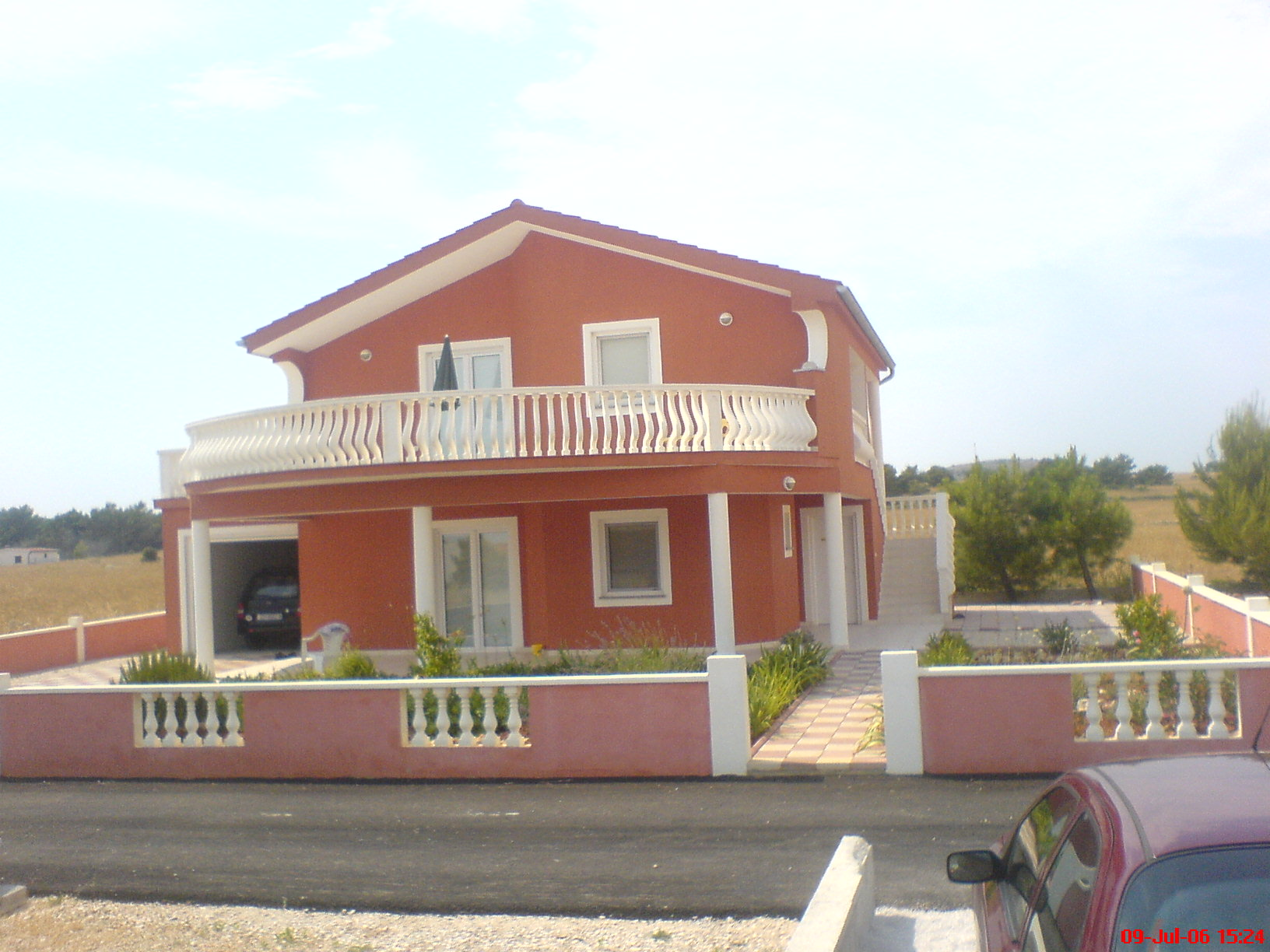
Een huis op het eiland Vir

Vir (Kroatisch: Otok Vir Italiaans: Puntadura) is een eiland gelegen in de Adriatische Zee in het noorden van Dalmatië. Het eiland ligt dicht bij de stad Nin, en is circa 30 minuten rijden per auto verwijderd van de stad Zadar.
Het eiland was vroeger een schiereiland, maar is tijdens het bewind van Oostenrijk-Hongarije tot een eiland gemaakt doordat er een (ondiep) kanaal is gegraven bij de plaats Privlaka. Het kanaal is gegraven om zo kleine boten doorgang te bieden. In de jaren zeventig van de twintigste eeuw is er een brug gebouwd waarmee het eiland weer verbonden is met het vasteland. De brug wordt ondersteund door 11 pilaren.

## Geschiedenis
Het eiland Vir wordt voor het eerst genoemd in het jaar 1069 in de giften van de koning Petar Krešimir IV. In het genoemde document wordt het eiland aangeduid met de naam Ueru.
In de baai van Kozjak bevinden zich de resten van oude kasteel dat dateert uit de 17e eeuw.

## Demografie
Het eiland Vir is in de zomer overbevolkt.
Omdat de prijs van een perceel in Vir heel goedkoop was, kochten velen een of meer stukken grond om daarop te bouwen. Menigeen bouwde echter zonder bouwvergunning. Hierop besloot het Ministerie van Milieubescherming, Ruimtelijke Inrichting en Bouw in 2006 dat de bouwwerken in de 'groene zone' geheel gesloopt moesten worden. Veel mensen die al lange tijd een huis op het eiland bezaten en daarin woonden, protesteerden, maar de huizen werden alsnog gesloopt.

## Geografie
Op het eiland bevinden zich drie grotere plaatsen: Vir, Torovi en Lozice. Een van de relatief nieuwe plaatsen op het eiland is Kozjak. Het hoogste punt van het eiland bevindt zich op Barbinjak, 116 m.
Ten noordoosten van het eiland Vir ligt het eiland Pag, in het zuidwesten heeft men uitzicht op de eilanden Ugljan, Sestrunj, Rivanj, Molat en Ist.

## Galerij

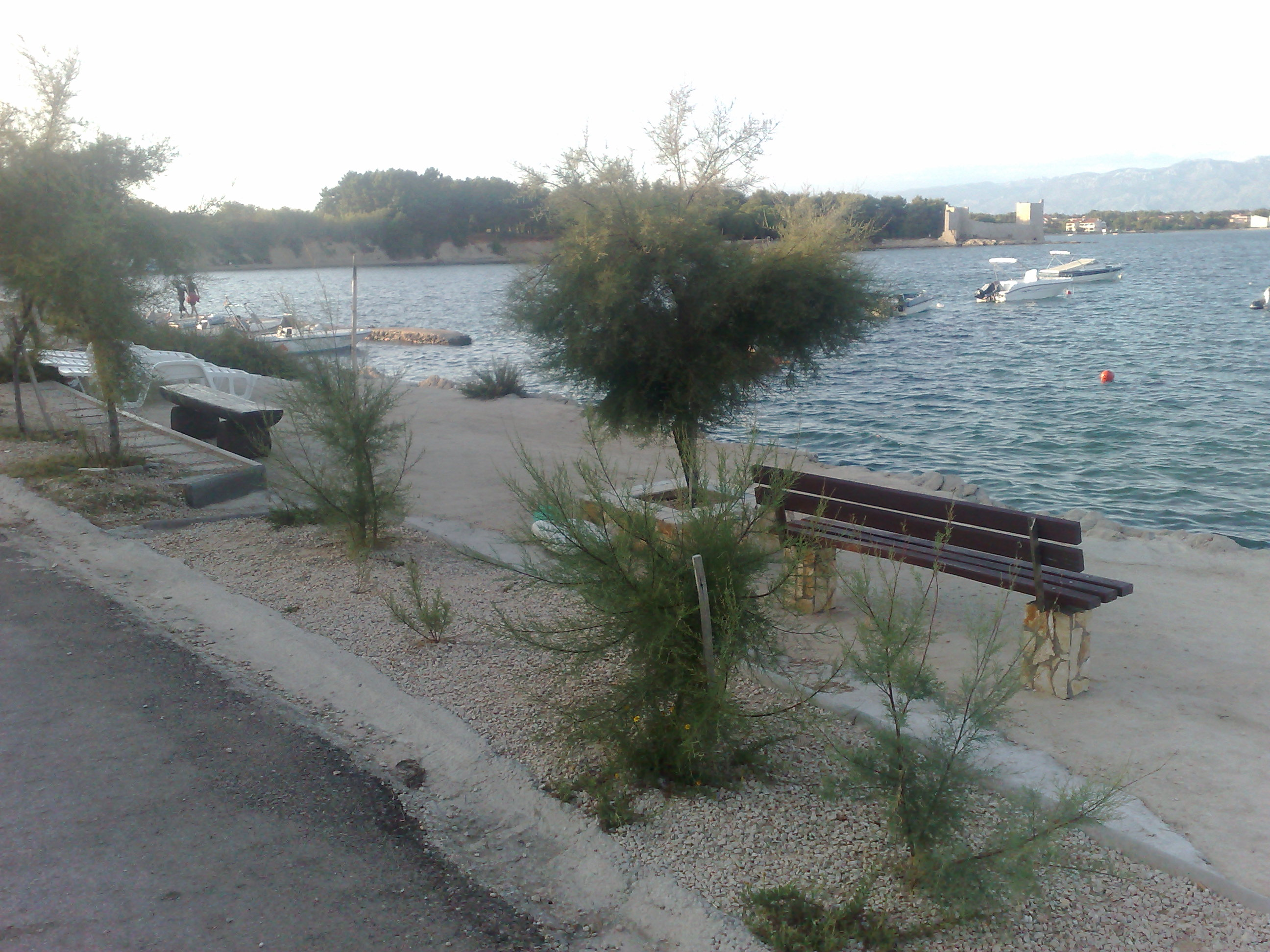
De baai van Vir met op de achtergrond het oude kasteel
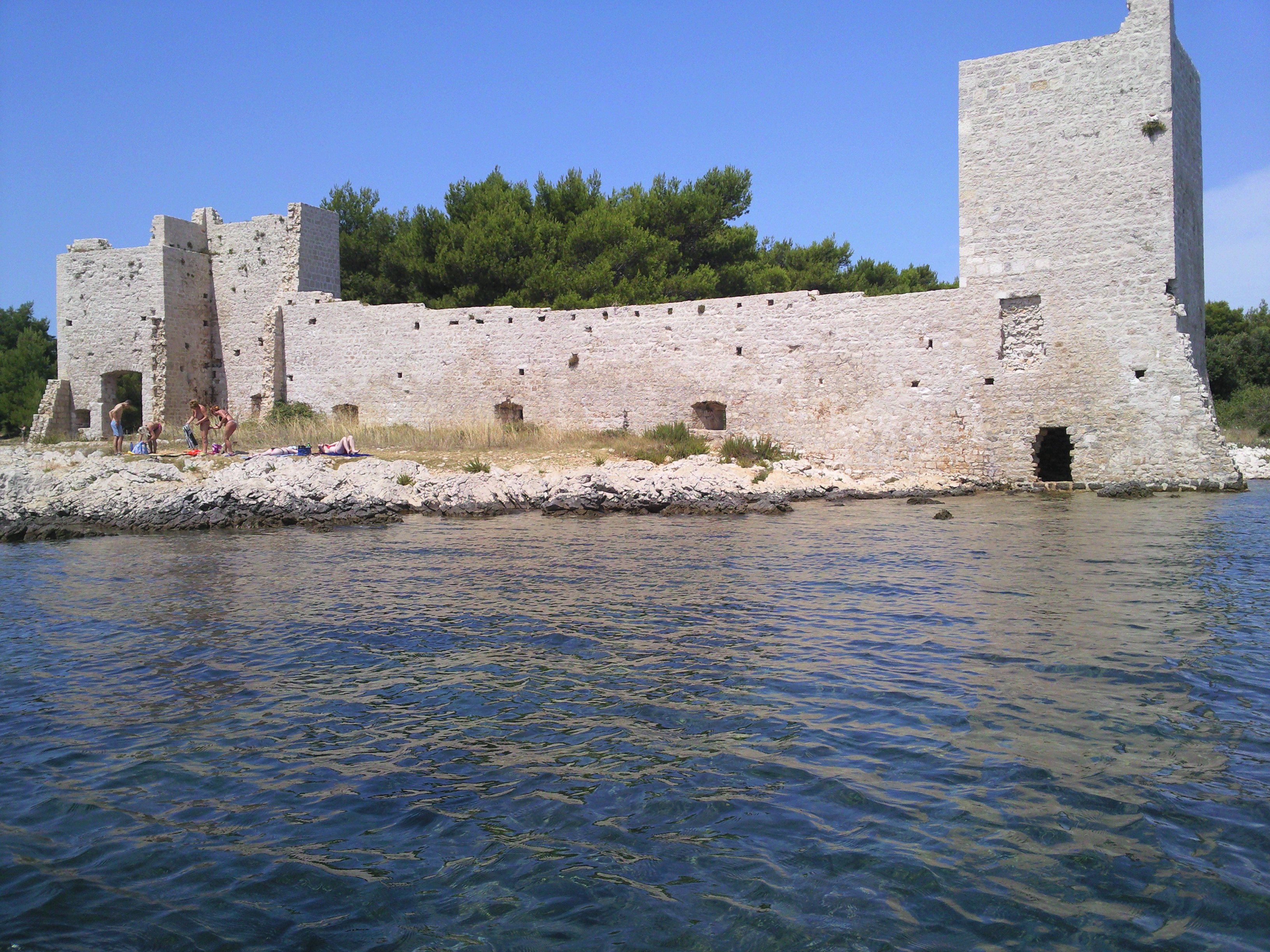
Het kasteel